# 1st
1st (2004) je debutové album uskupení 4TET. Obsahuje celkem čtrnáct skladeb v celkové délce 42.03 minut. Za album získalo roku 2008 uskupení 4TET platinovou desku. Stalo se tak při představení jejich třetí desky 3rd.

## Seznam skladeb
1. „Addams Family Theme“
2. „How Deep Is Your Love“
3. „Lion Sleep Tonight“
4. „Tears In Heaven“
5. „Hotel Ritz“
6. „Já to tady vedu“
7. „Kde domov můj“
8. „Ještě tě mám plnou náruč“
9. „Oh, Baby, Baby“
10. „Yvetta“
11. „Chtíc aby spal“
12. „Dívka s vlasy jako len“
13. „Singin' In The Rain“
14. „Hotel Ritz – RitzMix“